# Thelenbitze

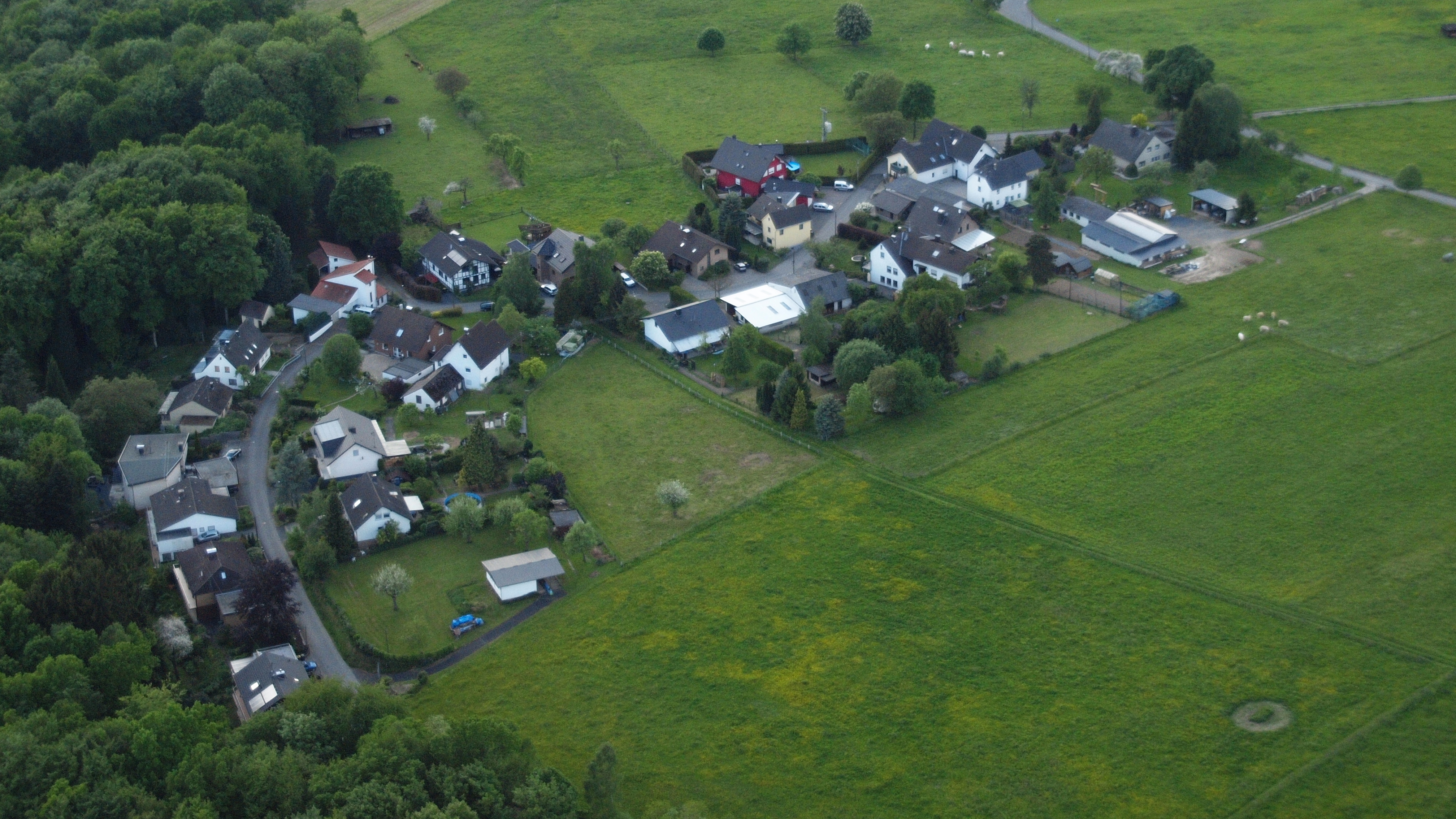
Thelenbitze, Luftaufnahme (2015)

Thelenbitze ist ein Ortsteil der Stadt Königswinter im nordrhein-westfälischen Rhein-Sieg-Kreis. Er gehört zum Stadtteil Oberpleis und zur Gemarkung Wahlfeld, am 30. September 2022 zählte er 67 Einwohner.

## Geographie
Der Weiler Thelenbitze liegt ein Kilometer nordöstlich des Ortszentrums von Oberpleis im Pleiser Hügelland auf einem nach Westen zum Pleisbach abfallenden Gelände. Die Ortschaft umfasst Höhenlagen zwischen 155 und 170 m ü. NHN, südlich grenzt sie an ein kleineres Waldgebiet an. Zu den nächstgelegenen Ortschaften gehören Pleiserhohn im Nordosten, Eisbach im Südosten, Wahlfeld im Westen und Uthweiler im Nordwesten.

## Geschichte
Thelenbitze gehörte zur Honschaft Wahlfeld, einer von zuletzt fünf Honschaften, aus denen sich das Kirchspiel Oberpleis im bergischen Amt Blankenberg zusammensetzte. Nach Auflösung des Herzogtums Berg im Jahre 1806 war Thelenbitze Teil der Kataster- bzw. Steuergemeinde Wahlfeld im Verwaltungsbezirk der Bürgermeisterei Oberpleis und wurde 1845/46 mit Wahlfeld in die neu gebildete Gemeinde Oberpleis eingegliedert. Im Rahmen von Volkszählungen in der ersten Hälfte des 19. Jahrhunderts war die Ortschaft noch als Hof unter der Schreibweise Theelenbitz verzeichnet.
Anfang des 19. Jahrhunderts ging aus der Gemeinschaft der sogenannten Märker, an die das damals umliegende Waldgebiet der Höhner Mark verpachtet war, die „Nachbarschaft Pleiserhohn-Thelenbitze“ hervor. Sie verfügte über Gemeinschaftseigentum und bestand bis Anfang der 1950er-Jahre.
Einwohnerentwicklung
| Jahr | Einwohner |
| ---- | --------- |
| 1816 | 28        |
| 1828 | 31        |
| 1843 | 46        |
| 1885 | 30        |
| 1905 | 13        |

## Sehenswürdigkeiten

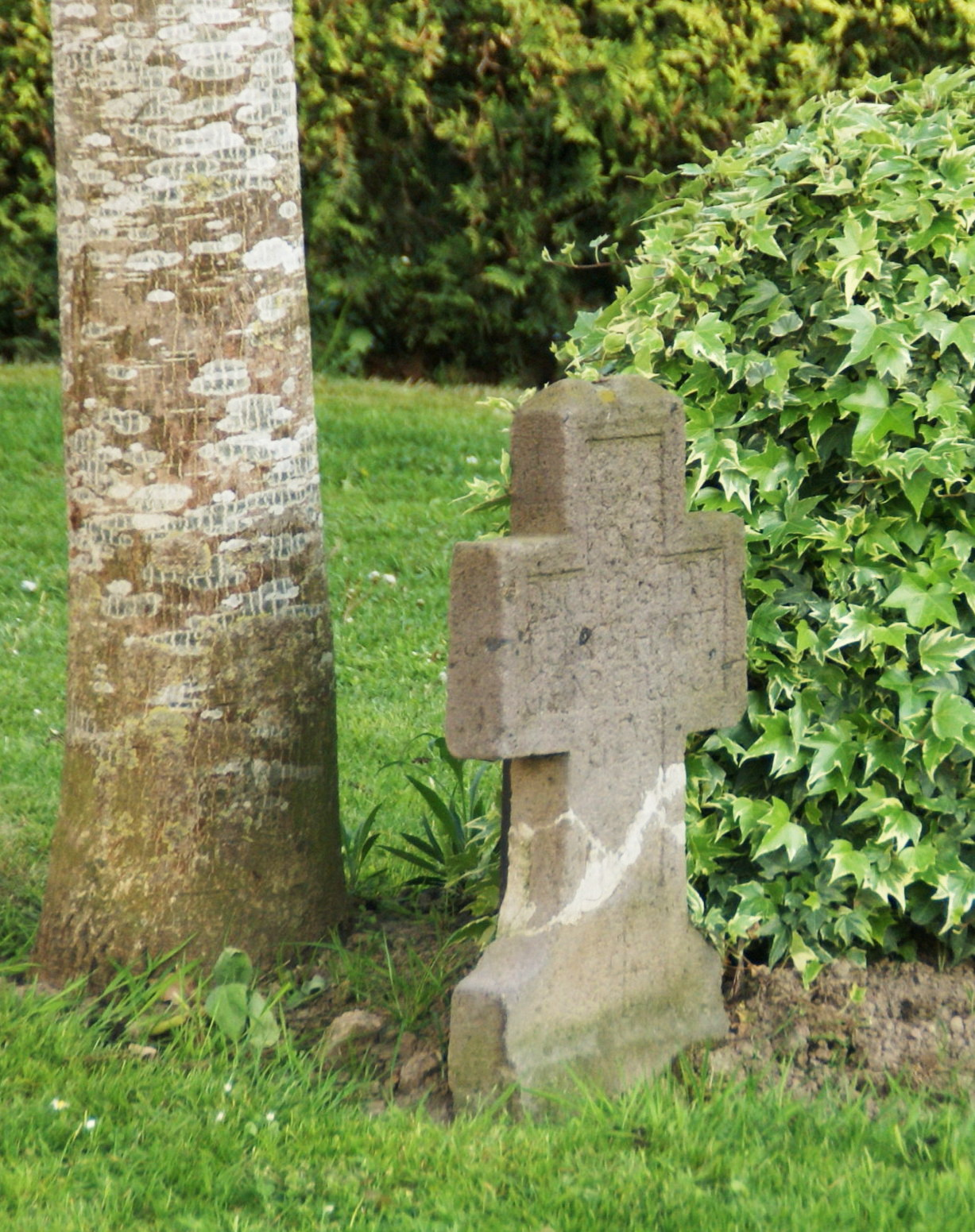
Grabkreuz von 1664 (2014)

Als Baudenkmal unter Denkmalschutz stehen zwei Grabkreuze aus Trachyt, die ursprünglich 1664 und 1669 errichtet und später an den heutigen Standort versetzt wurden.